# Pilot (Шоу Кливленда)
Pilot («Пробная серия») — первая серия первого сезона американского мультсериала «Шоу Кливленда». Премьерный показ состоялся 27 сентября 2009 года на канале FOX.

## Сюжет
Кливленд в баре «Пьяная устрица» жалуется своим друзьям — Питеру, Джо и Куагмиру, что он развёлся со своей женой, Лореттой, и теперь вынужден покинуть дом вместе с сыном — Кливлендом Брауном-младшим. Ни один из его друзей не соглашается пустить его жить к себе.
Кливленд решает отправиться на другой конец страны — в Калифорнию. По пути они с сыном заезжают в родной город Кливленда-старшего — Стулбенд, штат Виргиния, где отец встречает свою бывшую любовь — Донну Таббс, которая соглашается приютить их на несколько дней. В итоге, Кливленды остаются жить там, и знакомятся с новыми соседями: детьми Донны — пятилетним бабником Ралло и безответственной дочкой-подростком Робертой; с реднеком Лестером, с битником Холтом, и с антропоморфным медведем по имени Тим.
Кливленд узнаёт, что Донна развелась с мужем, Робертом, потому что тот не занимался воспитанием детей, и поэтому решает сам сделать из Ралло и Роберты «сто́ящих людей». Он приступает к воспитанию и попутно заново влюбляется в Донну.

## Создание
Авторы сценария: Сет Макфарлейн, Майк Генри и Ричард Эппел
Режиссёр: Энтони Лиой
Композитор:
Приглашённые знаменитости: Стейси Энн Фергюсон

## Интересные факты